# James Bradley
James Bradley (marzo de 1693 - 13 de julio de 1762) fue un astrónomo inglés, nombrado Astrónomo Real de la Corona inglesa en 1742. Es famoso por su descubrimiento de la aberración de la luz y la nutación.